# Paragomphus
Paragomphus es un género de libélulas de la familia Gomphidae. 

## Especies
El género contiene las especies siguientes:
- Paragomphus abnormis Karsch 1890
- Paragomphus acuminatus Fraser, 1949
- Paragomphus alluaudi Martin 1915
- Paragomphus aquila Martin 1921
- Paragomphus aureatus Pinhey, 1971
- Paragomphus balneorum Needham & Gyger 1937
- Paragomphus bredoi Schouteden 1934
- Paragomphus capitatus Martin 1909
- Paragomphus capricornis Foerster, 1914
- Paragomphus cataractae Pinhey, 1963
- Paragomphus cognatus Rambur 1842
- Paragomphus crenigomphoides Clausnitzer & Dijkstra, 2005
- Paragomphus echinoccipitalis Fraser 1922
- Paragomphus elpidius Ris 1921
- Paragomphus flavohamatus Martin 1921
- Paragomphus fritillarius Selys 1892
- Paragomphus frontalis Selys 1878
- Paragomphus genei Selys 1841
- Paragomphus henryi Laidlaw in Campion & Laidlaw, 1928
- Paragomphus interruptus Cammaerts, 1968
- Paragomphus kiautai Legrand 1992
- Paragomphus lacustris Karsch 1890
- Paragomphus lindgreni Fraser 1923
- Paragomphus lineatus Selys, 1850
- Paragomphus machadoi Pinhey, 1961
- Paragomphus madegassus Karsch 1890
- Paragomphus magnus Fraser, 1952
- Paragomphus mariannae Legrand, 1992
- Paragomphus maynei Schouteden, 1934
- Paragomphus nigroviridis Cammaerts, 1969
- Paragomphus nyasicus Kimmins, 1955
- Paragomphus pardalinus Needham 1942
- Paragomphus pumilio Rambur 1842
- Paragomphus reinwardtii Selys 1854
- Paragomphus risi Fraser, 1924
- Paragomphus rusticatus Fraser, 1928
- Paragomphus sinaiticus Morton 1929
- Paragomphus tachyerges Lieftinck 1934
- Paragomphus tournieri Legrand 1992
- Paragomphus viridior Pinhey, 1961
- Paragomphus wuzhishanensis Liu, 1988
- Paragomphus xanthus Pinhey, 1966
- Paragomphus z-viridum Fraser, 1955
- Paragomphus zambeziensis Pinhey, 1961

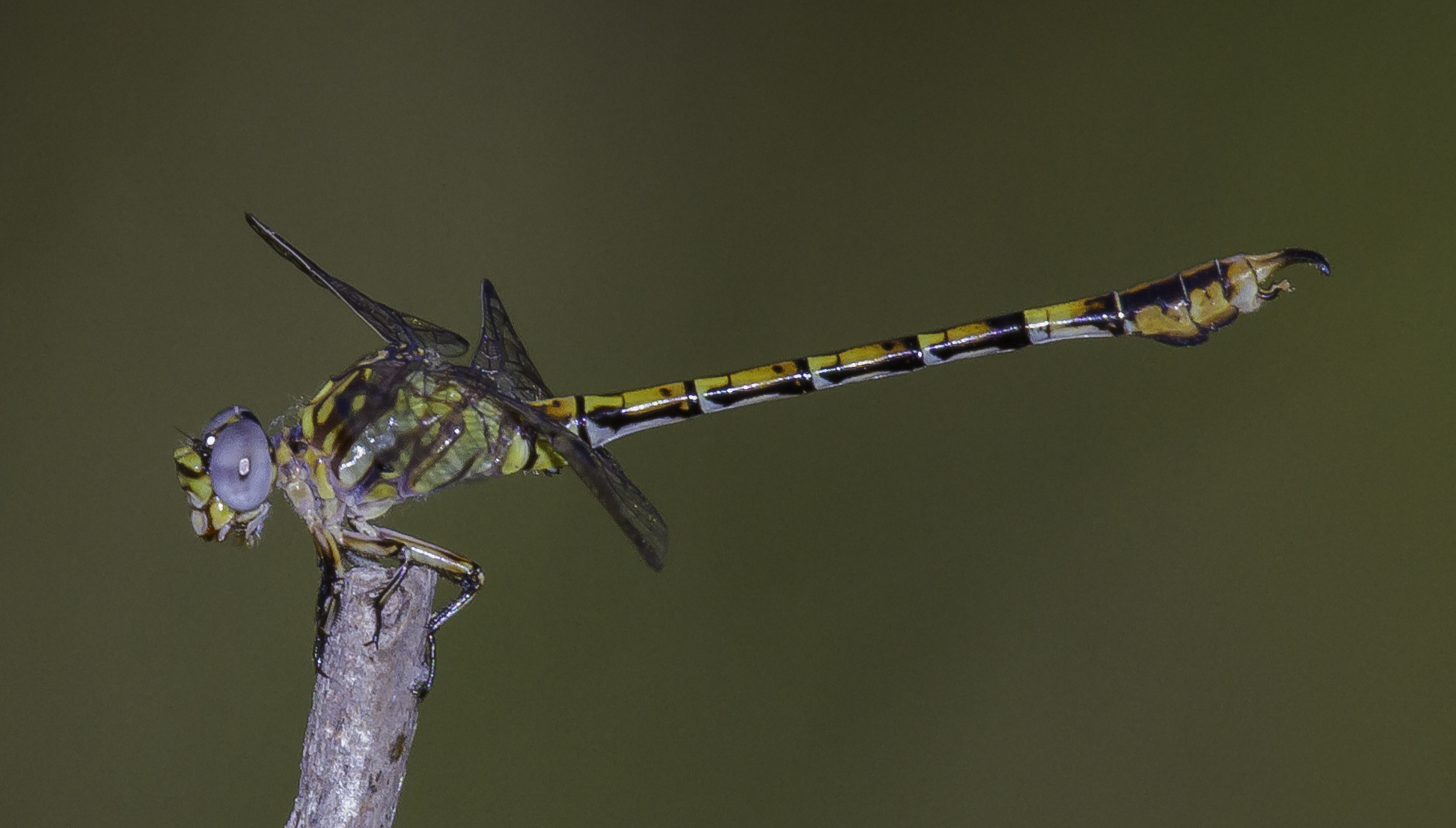
Paragomphus cognatus
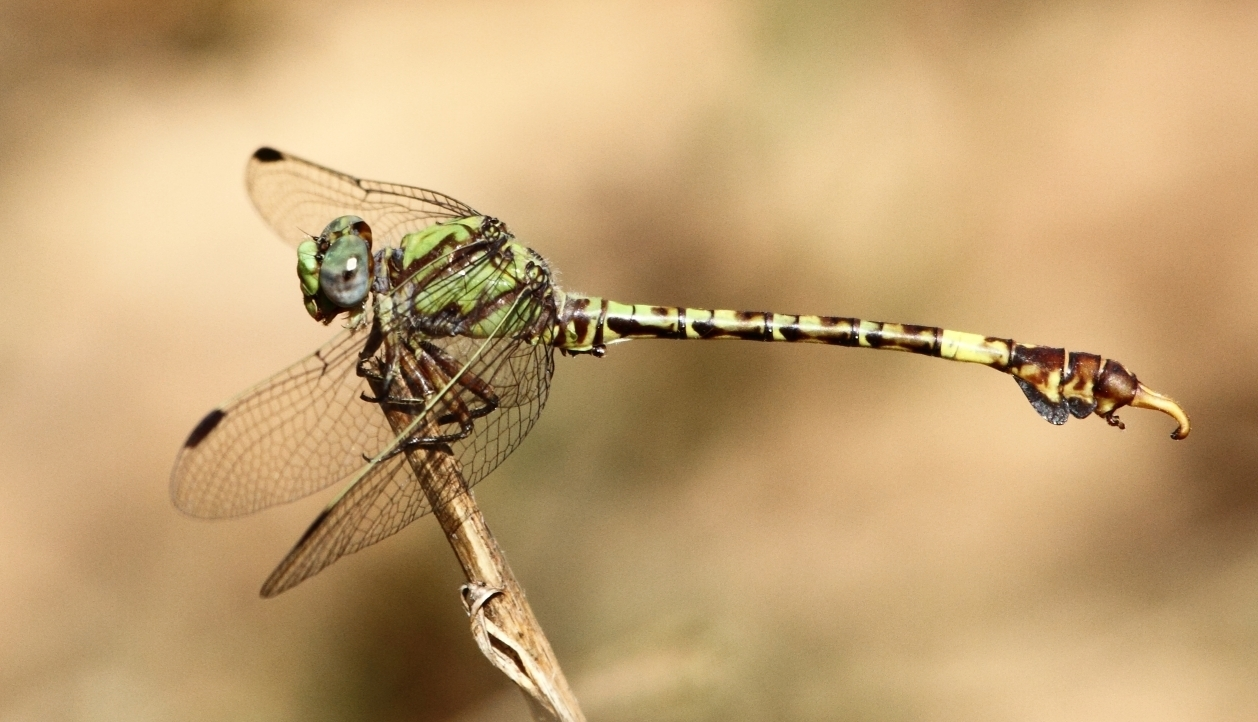
Paragomphus elpidius
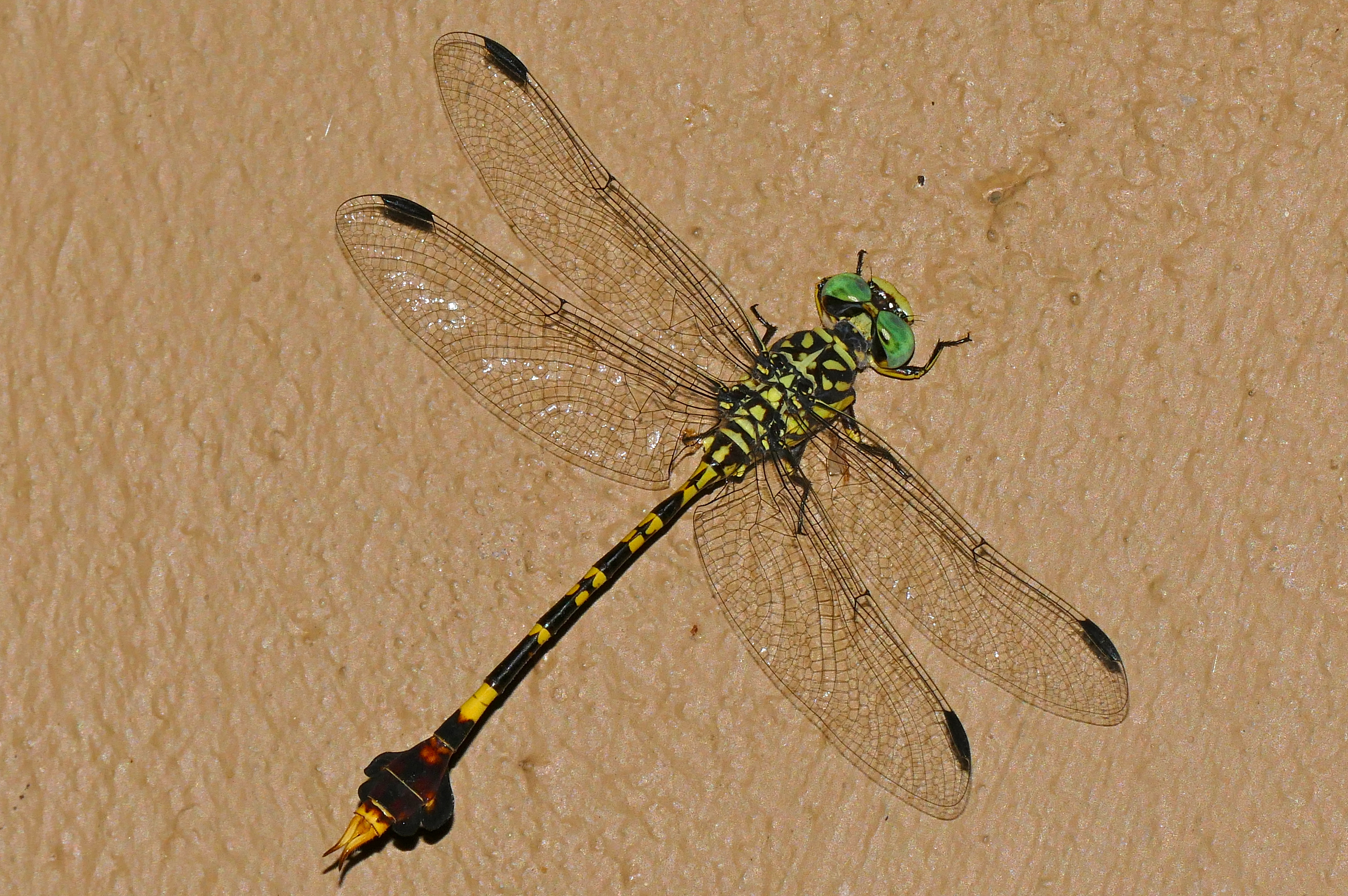
Paragomphus fritillarius
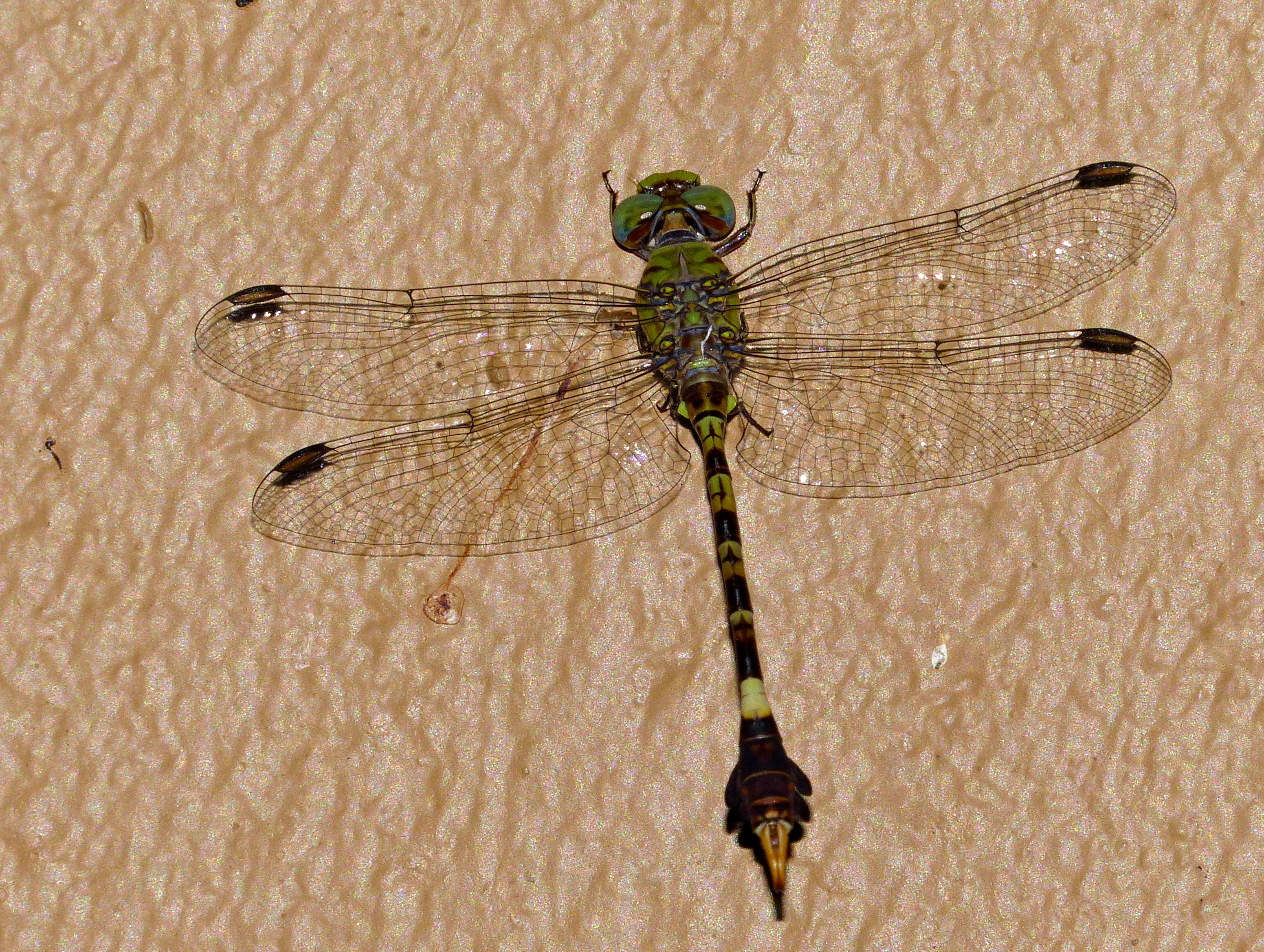
Paragomphus genei
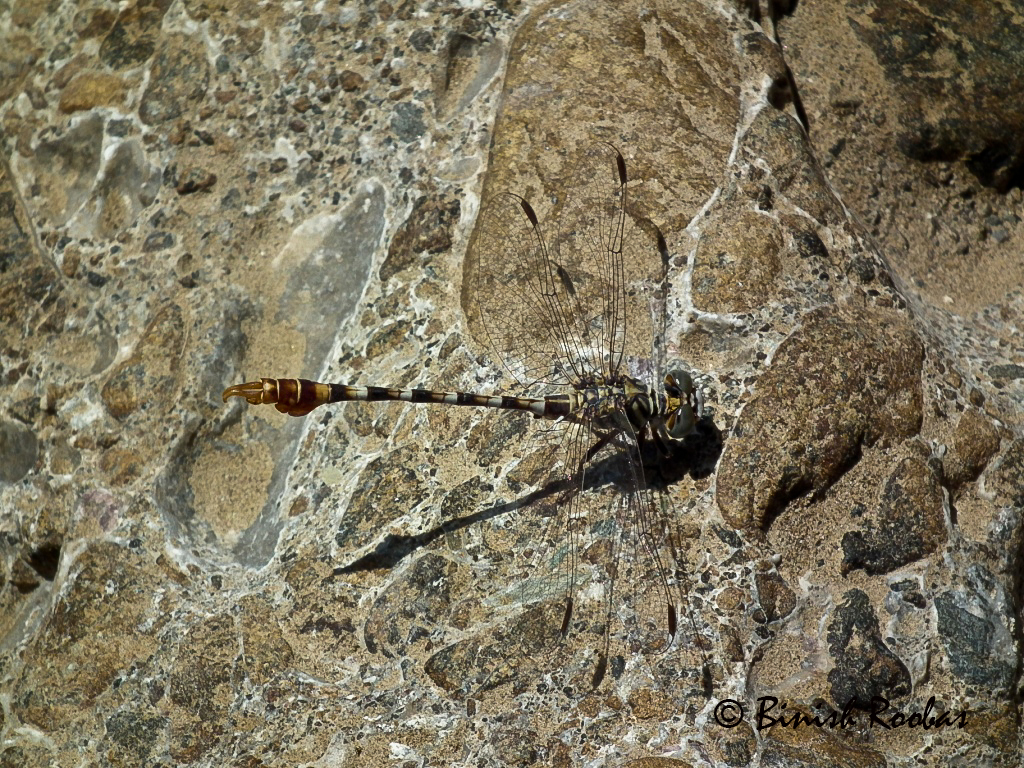
Paragomphus sinaiticus